# 마크 블럼
마크 블럼(Mark Blum, 1950년 5월 14일 ~ 2020년 3월 25일)은 미국의 배우이다. 코로나바이러스감염증-19로 뉴욕의 병원에서 사망하였다.

## 출연 작품
- 조폐국 침입 프로젝트 (2017)
- 하우 히 펠 인 러브 (2015)
- Blumenthal (2013)
- 와이프 얼론 (2012)
- 스텝 업 3D (2010)
- 섀터드 글래스 (2003)
- 젠 앤 더 아트 오브 랜드스케이핑 (2001)
- 다운 투 유 (2000)
- 스태그 (1997)
- 디펜더스 - 페이백 (1997)
- 맥마틴 소송 사건 (1995)
- 마이애미 랩소디 (1995)
- 워킹 맨 (1995)
- 데니스는 통화 중 (1995)
- 바이러스 (1992)
- 3인의 약혼녀 (1989)
- 프리시디오 (1988)
- 데이트 소동 (1987)
- 크로커다일 던디 (1986)
- 마돈나의 수잔을 찾아서 (1985)
- 상사병 (1983)

### 텔레비전
- 로앤오더: 범죄 전담반 (1993-98)
- 로앤오더: 뉴욕 특수수사대 (2003, 2006)